# Arthur Adams (zoologo)
Arthur Adams (Gosport, 1820 – Gosport, 1878) è stato un medico, naturalista e zoologo inglese.

## Biografia
Arthur Adams era fratello di minore dello zoologo Henry Adams (1813–1877).
Adams fu assistente chirurgo della Royal Navy a bordo della HMS Samarang nel corso dell'esplorazione delle isole dell'arcipelago malese dal 1843 al 1846.
A seguito del viaggio, Adams pubblicò il volume Zoology of the voyage of H.M.S. Samarang (1850).
Adam White collaborò con lui nelle descrizioni di crostacei osservati durante il viaggio.
Nel 1857, durante la seconda guerra cinese, mentre era di servizio come chirurgo sulla HMS Actaeon, fu presente al bombardamento di Canton e fu decorato con la Second China War Medal.
Quando andò in pensione, Adams divenne chirurgo di staff a bordo della nave ammiraglia HMS Royal Adelaide a Plymouth nel 1870.

### Attività scientifica
Adams fu un prolifico malacologo, che descrisse "centinaia di nuove specie, molte delle quali non precedentemente illustrate e insufficientemente identificate".
In parte egli lavorò assieme a suo fratello Henry, col quale scrisse  The genera of recent mollusca: arranged according to their organization (in tre volumi, 1858).
Egli scrisse anche Travels of a naturalist in Japan and Manchuria (1870) e un articolo sui ragni interessanti osservati nel corso dei suoi viaggi.

## Specie denominate in onore di Arthur Adams
Si riporta di seguito la lista delle specie denominate in onore di Arthur Adams:
- Finella adamsi (Dall, 1889)
- Arcopsis adamsi (Dall, 1886)
- Hinnites adamsi Dall, 1886 (sinonimo di Pseudohinnites adamsi (Dall, 1886))
- Brachidontes adamsianus (Dunker, 1857)
- Nucinella adamsi (Dall, 1898)
- probabilmente anche Natica adamsiana R. W. Dunker, 1860
- forse Octopus adamsi Benham, 1944 (sinonimo di Octopus huttoni Benham, 1943)
- forse Zebrida adamsi White, 1847[4]

## Studi e pubblicazioni
- Adams, A., 1847 - Notes on the habits of certain exotic spiders. Ann. Mag. nat. Hist. vol.20, pp. 289–297 (unico suo lavoro sui ragni)

| A.Adams è l'abbreviazione standard utilizzata per le specie animali descritte da Arthur Adams. Categoria:Taxa classificati da Arthur Adams |